# Carlos Jiménez-Mabarak
Carlos Jiménez-Mabarak   (Tacuba, 31 de gener de 1916 - Cuautla, 21 de juny de 1994) va ser un dels compositors mexicans més prolífics del segle xx. La seva música pertany a la transició del nacionalisme mexicà a l'avantguarda i utilitza tots els gèneres musicals. Va compondre en un període de gairebé 60 anys.
Va estudiar a Guatemala, Xile i Bèlgica. La seva mare era una escriptora de Veracruz d'origen libanès. Mabarak pràcticament va passar la seva infància fora de Mèxic. El seu pare va morir quan tenia 4 anys. Durant la seva joventut, vivia a molts països perquè la seva mare treballava al servei diplomàtic. La família es va traslladar a Guatemala quan Carlos tenia 6 anys. Vivien a prop de Quetzaltenango i gairebé tres anys a la capital. Va començar les seves classes de piano a Quetzaltenango amb Jesús Castillo. Més tard, van viure durant gairebé 5 anys a Santiago de Xile, on Carlos va estudiar humanisme i va continuar la seva formació musical.
El 1932 la família es va traslladar a Bèlgica. Mentre la resta de la família anava a Cuba, Carlos va romandre a Brussel·les durant gairebé cinc anys, on va estudiar enginyeria de radiotelefonia. El 1933, Carlos va ingressar a l'Institut d'alts estudis de música a Ixelles, una part de Brussel·les. Allà va estudiar piano amb Mme Jacobi i harmonia amb Nellie Jones. El 1936 va obtenir un diploma després de guanyar un concurs de piano. Va fer els seus estudis més importants d'harmonia i anàlisi musical amb Marguerite Wouters, que era catedràtica del Reial Conservatori de Bèlgica. En tornar a Mèxic el 1937, va decidir treballar íntegrament en música. El seu professor d'orquestra va ser Silvestre Revueltas al Conservatori Nacional de Música de Mèxic. El 1942 va ser nomenat professor d'harmonia al Conservatori i des del 1957 va ensenyar composició. El 1945, Carlos Chávez li va confiar una simfonia i Mabarak va escriure la seva simfonia en mi bemoll. El 1956 va rebre una beca de la UNESCO. En aquest període va estudiar dodecafonía a París amb René Leibowitz. Mabarak també va començar a utilitzar tècniques magnetofòniques en les seves obres. El 1968, la seva fanfarria va ser elegida tema per als Jocs Olímpics d'Estiu de 1968 de Mèxic.